# Quaderni di Serafino Gubbio operatore
Quaderni di Serafino Gubbio operatore è un romanzo di Luigi Pirandello, inizialmente pubblicato nel 1916 col titolo Si gira... da Treves e successivamente riveduto col nuovo titolo nel 1925 da Mondadori, in cui l'autore siciliano affronta direttamente i temi della macchina e dell'età contemporanea.

## Trama
In questo romanzo si narra la vicenda di Serafino, un cineoperatore della casa cinematografica Kosmograph col nomignolo di "Si gira", che quotidianamente annota in un diario tutti gli avvenimenti che riguardano quelli che lavorano nel suo ambiente e soprattutto la storia di un'attrice russa, grande seduttrice di uomini, Varia Nestoroff. Ella viene paragonata a una tigre. È una donna che fa del male agli uomini ma non ne prova piacere. Inizialmente viene ospitato in un ospizio di mendicità a Roma che il suo amico Simone Pau chiama albergo. In questo ospizio conosce un violinista che si è ridotto ad accompagnare un pianoforte automatico e che infine non suona neanche più ma beve solo. Serafino si sente totalmente alienato dal suo lavoro tant'è che poi afferma: "Finii d'esser Gubbio e diventai una mano". Nella scena finale del romanzo Serafino riprende meccanicamente con la sua cinepresa una scena terribile: Aldo Nuti, uno degli ex-amanti dell'attrice, sta interpretando una scena in cui deve uccidere una tigre; tuttavia, invece di rivolgere l'arma verso l'animale, egli uccide la Nestoroff. Rimane però ucciso a sua volta, sbranato dalla stessa tigre. Serafino, che sta filmando la scena, diviene muto per lo shock e rinuncia a ogni forma di sentimento e di comunicazione.

## Commento
In un momento in cui i futuristi, e in generale tutta una tradizione ottocentesca e positivistica, esaltavano le macchine e la tecnologia come fattori rivoluzionari di progresso e di miglioramento sociale, Pirandello svolge, al contrario, una sua convinta polemica contro la macchina, colpevole, ai suoi occhi, di mercificare la vita e la natura.
Nel romanzo si dipanano tutta una serie di riflessioni sull'inutilità della vita nell'era della macchina: l'esistenza viene presentata come una corsa, tutto è all'insegna della fretta, non c'è tempo per riflettere neanche sul significato della morte. 
Secondo Pirandello, il fragoroso e vertiginoso meccanismo della vita porterà forse un giorno alla distruzione totale. La meccanizzazione ha ormai reso schiavo l'uomo ed è responsabile della perdita di gran parte dei valori. L'individuo ha smarrito anche la propria identità, la capacità di intervenire nel presente e di interpretarlo. Anche l'intellettuale è coinvolto in questo processo, restandone vittima. Non ha più niente da dire perché non ha più possibilità di intervento critico.